# Desembarque del Mindelo
El Desembarque del Mindelo es la designación dada al desembarco de las tropas liberales al norte de Oporto el 8 de julio de 1832, durante las Guerras Liberales, nombre por la cual se conoce a la guerra civil portuguesa de (1828-1834).
El desembarco, en el que participaron cerca de 7500 hombres, entre ellos Almeida Garrett, Alexandre Herculano y Joaquim António Aguiar, transportados por 60 navíos, permitió a las fuerzas liberales comandadas por Pedro (dimitido rey de Portugal y emperador de Brasil) tomar la ciudad de Oporto el día 9 de julio, cogiendo por sorpresa al ejército miguelista que tendría que someterlas al prolongado y fracasado Cerco de Oporto. Tomada la ciudad de Lisboa por los liberales, el 24 de julio de 1833. El asedio fue levantado con el triunfo liberal.
Miguel I de Portugal acabaría por capitular en 1834, con la Convención de Évora Monte, abriendo el camino a la implantación definitiva del liberalismo en Portugal y permitiendo el reinado de María II.
A pesar del nombre por el que se le conoce, el desembarco no ocurrió en la villa de Mindelo, sino en la playa de Arnosa de Pampelido, actual Playa de la memoria, en la freguesia de Perafita, concejo de Matosinhos.